# Komprang

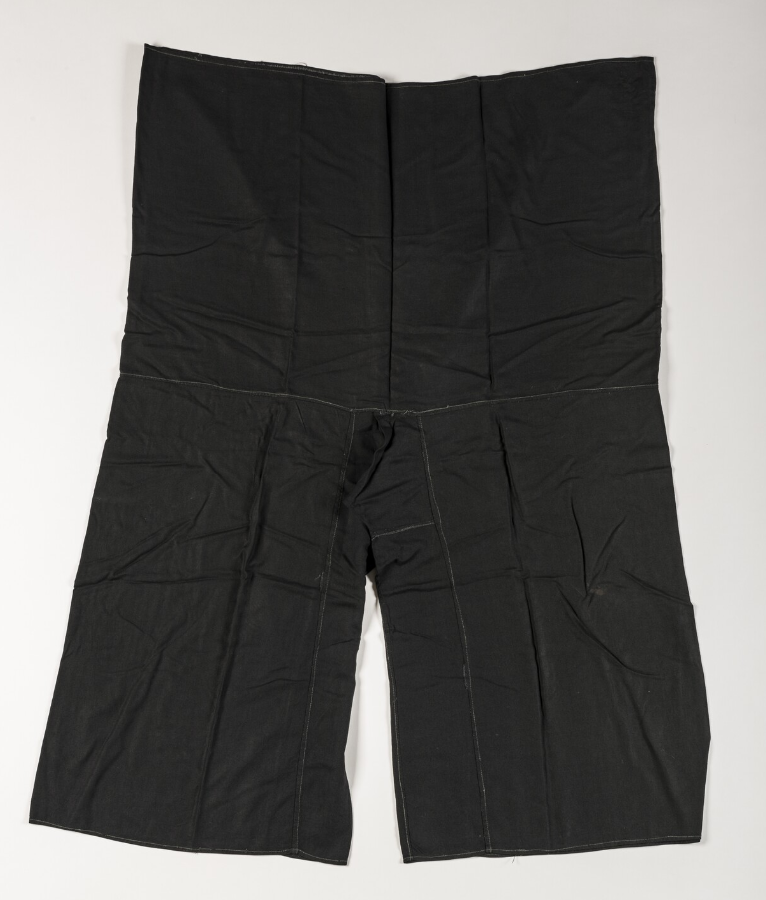
Surinaams-Javaanse komprang

Een komprang is een Javaanse katoenen broek. De broek is gemaakt door de wijde pijpen en het kruis apart aan elkaar vast te naaien. De broek heeft de naad aan de achterkant en gaat tot net over de knie heen. Ze wordt gedragen met een sabok (riem) die in het midden is vastgebonden. Traditioneel wordt de komprang ook gedragen door Chinezen in Nederlands-Indië en Javaanse Surinamers.